# Medicine Hat
|                       | Jan   | Feb   | Mär  | Apr  | Mai  | Jun  | Jul  | Aug  | Sep  | Okt  | Nov  | Dez   |   |       |
| Mittl. Tagesmax. (°C) | −4,5  | −0,5  | 5,8  | 13,7 | 19,4 | 23,8 | 26,9 | 26,8 | 20,6 | 14,0 | 3,6  | −2,2  | ⌀ | 12,3  |
| Mittl. Tagesmin. (°C) | −15,9 | −11,9 | −6,4 | −0,1 | 5,5  | 9,9  | 12,0 | 11,4 | 5,6  | −0,1 | −8,0 | −13,6 | ⌀ | −0,9  |
|                       |       |       |      |      |      |      |      |      |      |      |      |       |   |       |
| Niederschlag (mm)     | 13,7  | 9,3   | 18,3 | 24,8 | 46,0 | 62,6 | 40,6 | 33,3 | 36,2 | 18,5 | 15,8 | 14,7  | Σ | 333,8 |
|                       |       |       |      |      |      |      |      |      |      |      |      |       |   |       |
| Regentage (d)         | 8,8   | 6,2   | 7,7  | 7,7  | 10,4 | 10,9 | 9,3  | 8,0  | 7,4  | 5,9  | 8,0  | 8,9   | Σ | 99,2  |

| −15,9 |

| −11,9 |

| −6,4 |

| −0,1 |

| 5,5 |

| 9,9 |

| 12,0 |

| 11,4 |

| 5,6 |

| −0,1 |

| −8,0 |

| −13,6 |

| −15,9 |

| −11,9 |

| −6,4 |

| −0,1 |

| 5,5 |

| 9,9 |

| 12,0 |

| 11,4 |

| 5,6 |

| −0,1 |

| −8,0 |

| −13,6 |

Medicine Hat [ˈmɛdəsən ˈhæt] ist eine Stadt im Südosten der Provinz Alberta in Kanada. Sie liegt 300 km südöstlich von Calgary und ist nach Calgary, Edmonton, Red Deer und Lethbridge der fünftgrößte städtische Ballungsraum in Alberta.
Medicine Hat liegt im Flusstal des South Saskatchewan River, in den innerhalb der Stadt der Seven Persons Creek und der Ross Creek münden. Die Gegend hat ein sehr trockenes, kontinentales Klima mit warmen Sommern und kalten Wintern, die jedoch durch föhnartige Winde (Chinook) gemildert werden.

## Geschichte
An zwei Stellen ließ sich die Anwesenheit von Menschen spätestens um 2500 v. Chr. nachweisen (vgl. Medicine Hat (archäologischer Fundplatz)).
Der Name der Stadt leitet sich vom Blackfoot-Wort Saamis ab, das die Adlerfeder bezeichnet, die von Medizinmännern am Hut getragen wurde.
Medicine Hat wurde 1883 gegründet, als die Canadian Pacific Railway bei Bohrungen nach Wasser ein riesiges Erdgasvorkommen entdeckte. Bis heute besteht die Beleuchtung der Innenstadt aus Gaslampen. 1906 wurde Medicine Hat eigenständige Stadt.

## Demographie
Der Zensus im Jahr 2021 ergab für die Kleinstadt eine Bevölkerung von 63.271 Einwohnern, nachdem der Zensus im Jahr 2016 für die Gemeinde eine Bevölkerung von 63.260 Einwohnern ergeben hatte. Die Bevölkerung hat sich damit im Vergleich zum letzten Zensus im Jahr 2016 entgegen dem Trend in der Provinz nahezu nicht verändert, während der Provinzdurchschnitt bei einer Bevölkerungszunahme von 4,8 % lag. Bereits im letzten Zensuszeitraum von 2011 bis 2016 hatte die Bevölkerung noch nur unterdurchschnittlich um 5,4 % zugenommen, bei einer durchschnittlichen Bevölkerungszunahme von 11,6 % in der Provinz.
Im Rahmen des „Census 2021“ wurde für die Gemeinde ein Medianalter von 42,4 Jahren ermittelt. Das Medianalter der Provinz lag 2021 bei 38,4 Jahren. Das örtliche Durchschnittsalter lag bei 42,7 Jahren, bzw. bei 39,0 Jahren in der Provinz. Beim „Census 2016“ wurde für die Gemeinde noch ein Medianalter von 40,6 Jahren ermittelt und für die Provinz von 36,7 Jahren, sowie ein örtliches Durchschnittsalter von 41,1 Jahren bzw. von 37,8 Jahren in der Provinz.

## Wirtschaft und Infrastruktur
Wichtiger Wirtschaftsfaktor ist die Förderung von Erdgas, Kohle und Öl, sowie der Abbau von Rohstoffen wie Lehm und Sand. Daneben spielen Agrarwirtschaft und Industrieproduktion eine wichtige Rolle. 56 km nordwestlich befindet sich der Militärstützpunkt Canadian Forces Base Suffield.
Medicine Hat war 2012 eine von sieben Gemeinden in Alberta die eine eigene Polizeibehörde haben und allgemein nicht die Dienste der Royal Canadian Mounted Police in Anspruch nahm. 2012 hatte die städtische Polizei, der 1899 gegründeten Medicine Hat Police Service, eine Stärke von 115 Angehörigen.

## Kultur und Sehenswürdigkeiten

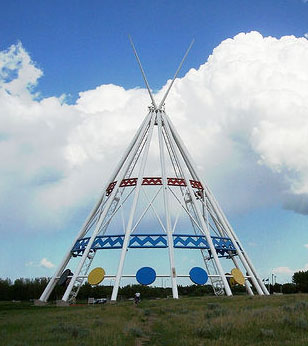
Das Samis-Tipi

Ein Wahrzeichen der Stadt ist das Samis-Tipi, ein Tribut an die First Nations in Kanada. Die 65 m hohe Stahlkonstruktion wurde für die Olympischen Winterspiele 1988 in Calgary angefertigt und 1991 nach Medicine Hat gebracht.

## Persönlichkeiten

### Geboren in der Stadt
- Glen Edwards (1918–1948), US-amerikanischer Testpilot
- Bruno Gerussi (1928–1995), Schauspieler
- Richard E. Taylor (1929–2018), Physiker und Nobelpreisträger (1990)
- Eugene Jerome Cooney (* 1931), Geistlicher und Altbischof von Nelson
- Susan Nattrass (* 1950), Sportschützin
- Erik Fish (* 1952), Schwimmer
- Jamie Bartman (* 1962), deutsch-kanadischer Eishockeyspieler und -trainer
- Murray Craven (* 1964), Eishockeyspieler
- Clayton Young (* 1969), deutsch-kanadischer Eishockeyspieler
- Blaine Lacher (1970–2024), Eishockeytorwart
- Trevor Linden (* 1970), Eishockeyspieler
- Corey Hirsch (* 1972), Eishockeyspieler
- Jadyn Wong (* 1985), Schauspielerin
- Kirsti Lay (* 1988), Radsportlerin
- MacKenzie Porter (* 1990), Schauspielerin, Country-Sängerin und Songwriterin
- Darren Dietz (* 1993), Eishockeyspieler
- Sage Watson (* 1994), Hürdenläuferin

### Personen mit Beziehung zur Stadt
- Arthur Sifton (1858–1921), Politiker und 2. Premierminister von Alberta, vertrat den örtlichen Wahlkreis zeitweise im Unterhaus